# 万坪镇
万坪镇，是中华人民共和国湖南省湘西土家族苗族自治州永顺县下辖的一个乡镇级行政单位。

## 行政区划
万坪镇下辖以下地区：
河西社区、河东社区、寨湖村、龙寨村、白岩村、岩洞村、碑里坪村、和平村、万福村、卡木村、杉木村、并进村、李家村、上坪村、晓寨村、团结村和农林村。